# Simulium aureosimile
Simulium aureosimile är en tvåvingeart som beskrevs av Frederick E. Pomeroy 1920.
Simulium aureosimile ingår i släktet Simulium och familjen knott. Inga underarter finns listade i Catalogue of Life.